# Mary Beale
Pour les articles homonymes, voir Beale.
Mary Cradock, dite Mary Beale (26 mars 1633 - 1699) est une peintre anglaise. Elle devient l'une des plus importantes portraitistes du XVIIe siècle en Angleterre, et elle est considérée comme étant la première femme peintre professionnelle.

## Biographie
Mary Beale est née à Barrow dans le Suffolk. Elle est baptisée le 26 mars 1633. Son père, John Cradock, est un recteur puritain et sa mère, Dorothy, meurt alors qu'elle a 10 ans. Son père est un peintre amateur membre de la Société des Peintres-Coloristes (Worshipful Company of Painter-Stainers), et elle-même fréquente des artistes locaux comme Nathaniel Thach, Matthew Snelling (en), Robert Walker et Peter Lely. En 1652, à l'âge de 18 ans, elle se marie avec Charles Beale, un négociant de tissu de Londres qui est aussi un peintre amateur.
Dans les années 1650 et 1660, elle devient une peintre semi-professionnelle spécialisée dans les portraits, travaillant chez elle, d'abord à Covent Garden et plus tard sur Fleet Street.
En 1665, la famille Beale doit déménager dans une ferme située à Allbrook dans le Comté de Hampshire en raison de difficultés financières car son époux a perdu son poste de vérificateur de brevet, mais aussi en raison de la Grande peste de Londres qui ravage la capitale cette année-là. Pendant les cinq années qui suivirent, elle vit avec sa famille dans un bâtiment en bois de deux étages où elle installe également son atelier.

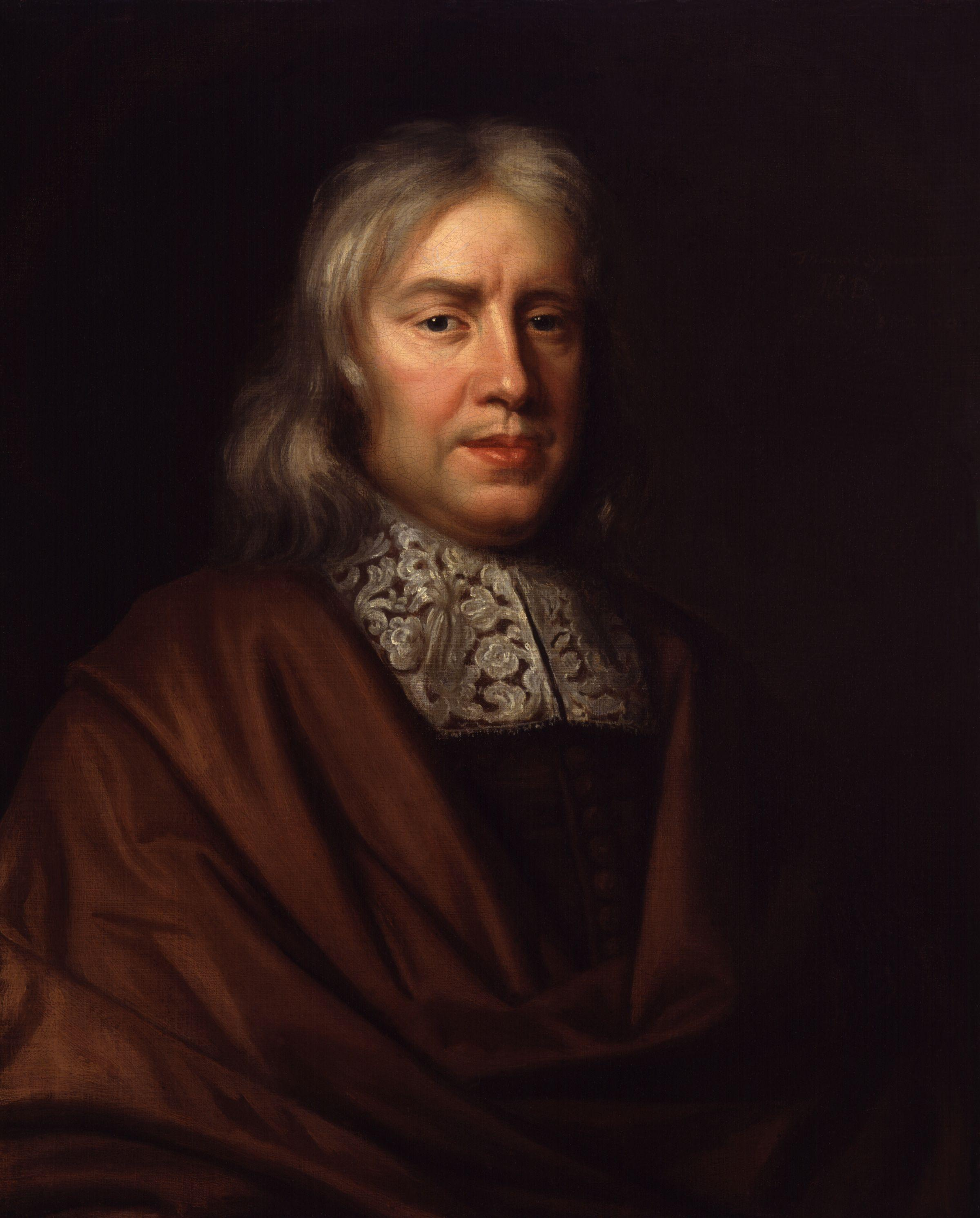
Portrait de Thomas Sydenham
Date inconnue, National Portrait Gallery, Londres

Mary Beale revient à Londres en 1670 et elle implante son atelier sur Pall Mall, son époux devenant son assistant se chargeant de mélanger ses peintures et s'occupant de ses comptes. Elle devient célèbre et, dans le cercle de ses amis, se côtoient le peintre Thomas Flatman, le poète Samuel Woodford, l'archevêque de Cantorbéry John Tillotson, l'évêque Edward Stillingfleet ou le théologien Gilbert Burnet. Elle renoue aussi avec Peter Lely, alors artiste à la Cour de Charles II. Au cours de ses dernières années, ses tableaux sont fortement influencés par Lely, et elle réalise principalement de petits portraits ou des copies d'œuvres de Lely. Après la mort de ce dernier en 1680, le travail de Mary Beale passe peu à peu de mode. Ses portraits ont été cependant transposés en gravure par, entre autres, Robert White, ce qui leur assura une diffusion sous la forme d'estampes.
Mary Beale meurt en 1699 dans sa maison de Pall Mall, et elle est enterrée à l'église St. James de Piccadilly à Londres. Son inhumation a eu lieu le 8 octobre 1699 à Londres. Son époux décède quant à lui en 1705.
Elle a eu trois enfants. Un premier fils, Barthélemy, est mort jeune. Un deuxième fils, également appelé Barthélemy, peint des portraits avant d'apprendre la médecine. Son troisième fils, nommé Charles, comme son père, est aussi un peintre qui se spécialise essentiellement dans les miniatures.

## Œuvre
Son mari, Charles Beale (1631-1705), chimiste, a tenu le journal de ses activités dans un cahier, véritable almanach annoté (Heinz Archive, National Portrait Gallery). Il énumère les activités de sa femme pour chaque jour, détaillant ses portraits commandés ainsi que les études expérimentales. Il écrit en 1681, qu'elle a entrepris plusieurs peintures pour «étudier et améliorer». L'étude du Portrait de Jeune fille, est très probablement un exemple d'un tel travail. Le carnet regorge de notes sur ses essais de fabrication de pigments onéreux, ses expérimentations d'apprêt sur les toiles et ses efforts pour parfaire les procédés tels que le séchage rapide des couches de peinture. C'était cet aspect de l'atelier de peinture que Charles supervisait, une entreprise qui était un partenariat de collaboration entre mari et femme. Ensemble, ils ont cherché à améliorer l'efficacité de l'atelier, en perfectionnant des procédures qui produiraient de bons résultats à moindre coût.
- Portrait d'une jeune fille (vers 1681), huile sur toile, 53 × 46 cm, Tate Britain, Londres[2]